# Avianca Brasil
Avianca Brasil, anteriormente OceanAir Linhas Aéreas, foi uma companhia aérea brasileira sediada em São Paulo, fazendo parte do Synergy Group, que é proprietário da Avianca Holdings, porém com operações independentes. Embora com a mesma marca da Avianca colombiana, a companhia possui identidade jurídica distinta. Seu atual CEO, Frederico Pedreira assumiu o posto em abril de 2016. José Efromovich, irmão mais novo de Germán Efromovich, chairman da Avianca Holdings, que vinha liderando a empresa desde 2008, assumiu a presidência do Conselho de Administração na mesma data.
Seus hubs principais em junho de 2019 eram os aeroportos de São Paulo–Guarulhos e Brasília. De acordo com a Agência Nacional de Aviação Civil (ANAC), em 2017, a Avianca Brasil tinha 12,9% das rotas domésticas, tornando-se a quarta maior companhia aérea do Brasil, atrás da Gol, LATAM Airlines Brasil e Azul.
Era também revendedora exclusiva dos aviões Bombardier e Pilatus no Brasil e operava também como táxi aéreo.

## História

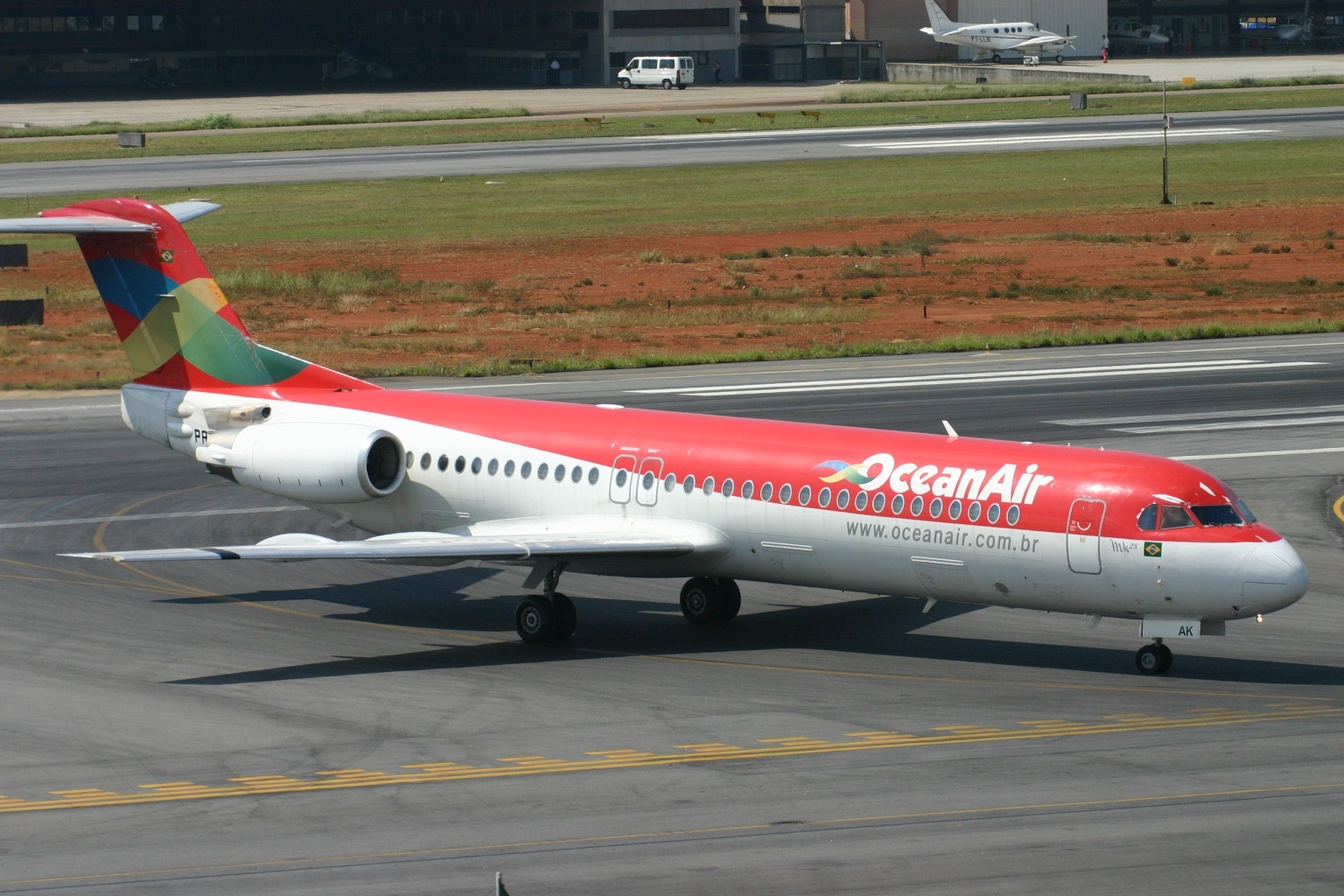
Fokker 100 da OceanAir em 2012.

A Avianca Brasil iniciou suas atividades em 1998 como empresa de táxi aéreo, denominada OceanAir. Atendia executivos e operários da indústria petrolífera de Macaé e Campos dos Goytacazes, devido à sua relação com a Marítima, empresa do mesmo proprietário, Germán Efromovich, que perdeu grande reputação da estatal Petrobras após o afundamento da plataforma P-36, onde grande parte da estrutura da plataforma foi feita pela Marítima. Em 2002 recebeu autorização do DAC (atual ANAC) para operar linhas em colaboração com a Rio Sul, do antigo grupo VARIG, de quem herdou rotas e aeronaves. Passou a operar cidades rejeitadas pela antiga parceira, operando apenas voos regionais, porém ampliou rapidamente sua malha aérea.
Destacou-se no início por utilizar cores variadas e vistosos em seus aviões. Os Embraer Brasília foram pintados de azul claro, branco, vermelho, amarelo, rosa, laranja e cinza. Em 2003 reforçou sua frota com a chegada dos três Fokker 50, que foram pintados de vermelho, bege e rosa.
Em 2004 Germán Efromovich (75%), em conjunto com a Federación Nacional de Cafeteros de Colombia (de 50% passou a 25%), comprou e reestruturou a empresa estatal colombiana Avianca, a mais antiga companhia das Américas e segunda mais antiga do mundo e que estava em recuperação judicial, junto a Julio Mario Santo Domingo e seu grupo empresarial Baviera, de onde surgiu a Synergy Aerospace, que posteriormente compraria a Vipsa do Equador, Aerogal do Equador, SAM da Colômbia e se fundiria com a TACA em 2010. Efromovich foi considerado um herói na Colômbia por salvar um ícone nacional do seu fim.
Ao final do mesmo ano iniciou o projeto Super 100, com a aquisição de jatos Fokker 100 desativados pela American Airlines, e que iriam a um cemitério de aeronaves como Victorville ou o Deserto de Mojave. A frota iniciou as operações em 2006, já no padrão de cores da Avianca, mas curiosamente foram denominados de MK-28, como uma estratégia de marketing para popularizar o Fokker 100, que havia sofrido acidentes e atos terroristas quando operava pela bandeira da TAM.
Em seguida iniciou um agressivo plano de expansão, trazendo dois Fokker 50 adicionais da frota da Avianca e dando início às rotas internacionais, operadas com dois modelos Boeing 767-300ER adquiridos da United Airlines e um Boeing 757-200 adquirido na França, este posteriormente equipado com winglets.
O confuso ano de 2008 marcou também um codeshare e aquisição das operações da BRA Transportes Aéreos, o que variou ainda mais a diversificada frota da empresa, que ia dos pequenos Brasília até Boeing 767. Assim com baixa rentabilidade e aumento nos custos operacionais, a OceanAir manteve apenas os Fokker, eliminando rotas regionais e internacionais.
Em 26 de abril de 2010 o nome foi definitivamente trocado para Avianca Brasil, com a imediata padronização de cores. Em 7 de maio de 2013 recebeu a segunda aeronave, um Airbus A319. Em sua história ainda houve o capítulo de uma sociedade formada pela OceanAir (49%) e de um Fundo de investimento (51%), que criou uma nova companhia aérea chamada Wayraperú, com pouca duração.
Em novembro de 2013, a Avianca Brasil recebeu o primeiro Airbus A320 equipado com sharklets, se tornando a segunda companhia aérea brasileira a operar esta variante do A320.[carece de fontes?]

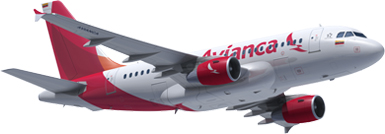
Projeção da pintura dos novos aviões da Avianca Brasil, implantado durante o ano de 2014.

Em 2013, foi anunciada a fusão entre Avianca (Brasil) e Avianca Internacional (Avianca Holdings), formando uma só companhia e adotando uma marca única, integrando também a Star Alliance. A fusão e a adoção de uma nova imagem estavam previstas para o ano de 2014. Também para o ano de 2014, estava previsto o recebimento de três aeronaves Airbus A330-200 e a substituição dos Fokker 100 por novas aeronaves Airbus A320 equipadas com sharklets.
Em 14 de dezembro de 2013 foi confirmado que a Avianca Brasil fará parte da Star Alliance a partir de 2014, trazendo mudanças dentro da empresa, como unificação da marca com a Avianca International, mudança do sistema e migração do Programa Amigo para o LifeMiles.
No dia 6 de abril de 2014, a Avianca Brasil lançou oficialmente sua nova marca e operações, ambas, unificadas com a AviancaTaca. Ainda no mês de abril, ocorreu o lançamento da Avianca Cargo Brasil, com o recebimento da primeira aeronave, um Airbus A330-200F, que será utilizado inicialmente na rota entre Guarulhos e Manaus.
Em 21 de junho de 2015, a Synergy encomendou até agora à Airbus 10 unidades de seu novo avião A350, seis da versão de passageiros do A330-200, uma da versão de transporte de mercadorias desse mesmo modelo e 20 da família A320.
A partir do dia 1 de julho de 2015, a tripulação da Avianca Brasil passou a utilizar um novo modelo de uniforme. Os trajes femininos trazem um tom vermelho vibrante, característico da marca, além do lenço e chapéu para complementar a produção das tripulantes comerciais.
Ainda em julho de 2015, a Avianca Brasil ingressou na Star Alliance e apresentou o Airbus A320 PR-AVR na pintura da Star Alliance. Logo depois o A320 PR-OCQ também nas cores da aliança.
Entre 2017 e 2018, marcou a expansão de rotas nacionais e internacionais da Avianca Brasil; estreou voos para Miami e Nova York, nos Estados Unidos, e Santiago, no Chile. A companhia também reestreou voos para a região Norte que havia deixado de operar anos antes para Belém.

### Recuperação judicial e falência

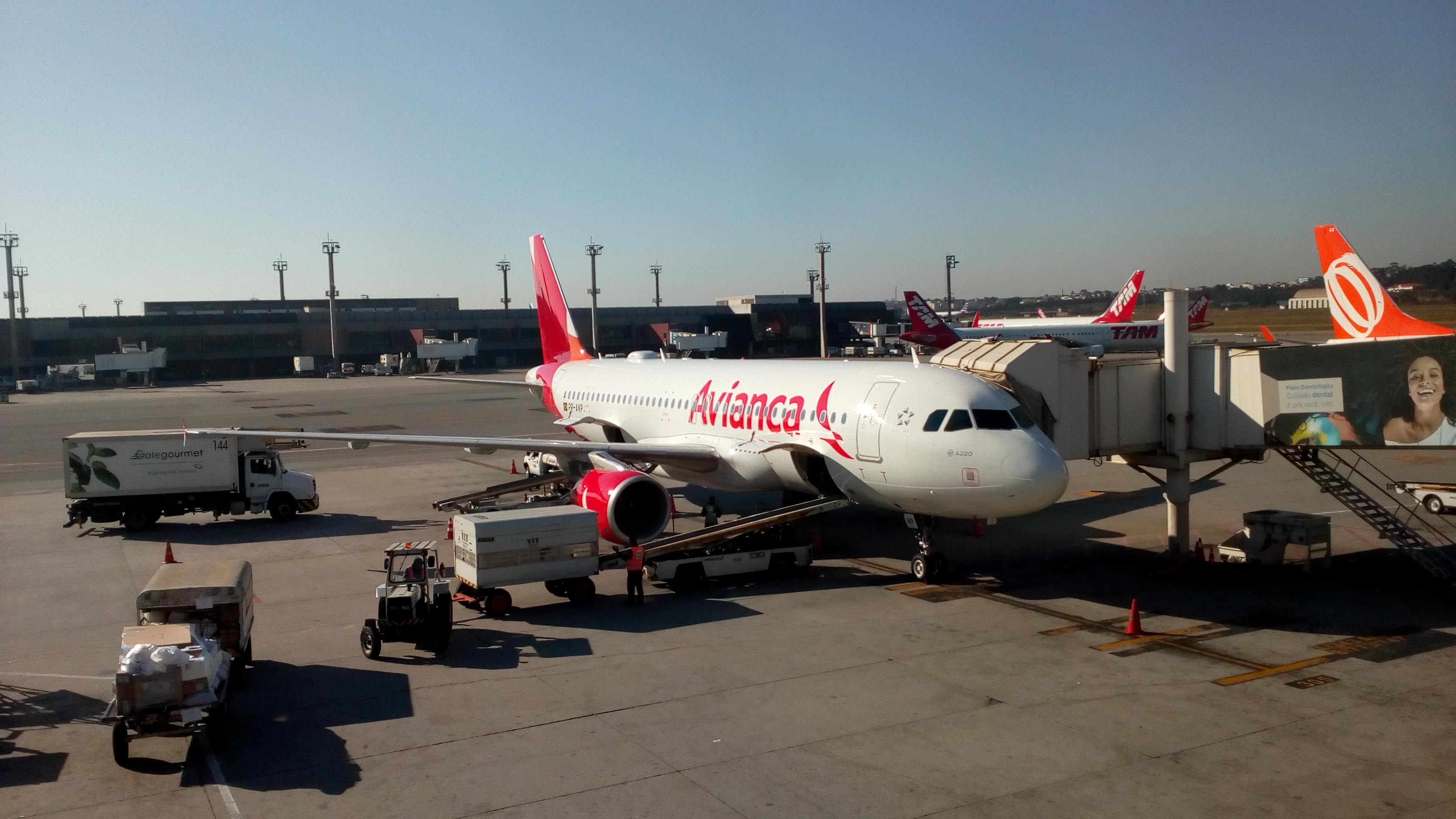
Airbus A320 da Avianca Brasil estacionado no Aeroporto Internacional de São Paulo-Guarulhos.

Em 11 de dezembro de 2018, a Avianca Brasil entrou com pedido de recuperação judicial perante a 1.ª Vara de Falências e Recuperações Judiciais de São Paulo, visando a renegociar dívidas e evitar a perda de outras aeronaves para empresas credoras. No início de dezembro de 2018 a Constitution Aircraft Leasing, a BOC Aviation e outras empresas entraram na justiça contra a Avianca Brasil exigindo o pagamento por 11 aeronaves arrendadas. A Avianca Brasil, que vinha acumulando prejuízos nos meses anteriores, informou através de nota que tudo era parte das negociações, e negou rumores de um possível pedido de recuperação judicial. A decisão do juiz proibiu a empresa de levantar voo com as aeronaves, que foram alvo de busca e apreensão.
Na semana seguinte, a Avianca Brasil entrou com um pedido de recuperação judicial na 1ª Vara de Falências e Recuperações Judiciais de São Paulo. Em nota, a empresa afirmou que suas operações não seriam afetadas, embora houvesse ameaça de retomada das aeronaves pelos credores, fato que prejudicaria cerca de 77 mil passageiros e implicaria na redução de 30% de sua frota.
Em março de 2019 a Azul fez uma proposta para comprar parte das operações da Avianca, incluindo aeronaves e direitos de pouso e decolagem. A Avianca seria desmembrada em duas partes como parte do plano de recuperação judicial da empresa. Segundo a Avianca, parte de seus ativos seriam colocados em leilão, permitindo que outras empresas além da Azul pudessem participar. No início de abril, Latam e Gol também fizeram ofertas. A Avianca informou que o plano de recuperação judicial, revisado e a ser analisado pelos credores, previa a divisão da empresa em 7 áreas de operação a serem leiloadas. A Azul informou que, caso adquirisse uma das unidades, ofereceria oportunidade de contratação aos empregados que lá trabalhassem, mas com novos contratos de trabalho.
Por volta das 20h de quinta-feira, 4 de abril, um oficial de justiça retirou passageiros e tripulação do voo 6173 da Avianca que partiria de Brasília com destino a Congonhas. A aeronave havia sido penhorada e um dos credores exigiu judicialmente sua recuperação. A Avianca conseguiu a suspensão da liminar às 21h30, mas a ação já havia sido executada. O voo foi remarcado para 0:30 com pouso desviado para Guarulhos. O plano de recuperação da Avianca foi aprovado pelos credores no dia 8, prevendo um leilão dos ativos da empresa e a retomada de 15 aviões pelas empresas de arrendamento.
A partir do sábado, 13 de abril, a Avianca deu início ao cancelamento de vários voos pelo Brasil, em virtude da tomada de suas aeronaves pelos credores. Na segunda-feira, a quantidade de voos cancelados para o decorrer da semana chegava a 180. Na quinta-feira, véspera do feriado de Páscoa, a quantidade de voos cancelados chegou a 437, e havia a previsão de devolução de 29 aeronaves para os credores: 10 para a Aircastle, 10 para a Celestial e 9 para Aviation Capital Group. Além disso, a Justiça autorizou a tomada de um motor de avião pela Sumisho. Desta forma, a frota da Avianca Brasil caiu de 25 para 5 aeronaves até ao final de semana. Na semana seguinte, a quantidade de voos cancelados chegou a 1045.
Na última semana de abril a Avianca anunciou o fechamento de praticamente todas as bases em operação no Brasil e decidiu operar em apenas quatro aeroportos a partir da semana seguinte (29 de abril de 2019). A empresa concentrou seus voos em Congonhas, Santos Dumont, Brasília e Salvador. No início de abril, os credores aprovaram o plano de recuperação judicial da empresa. O leilão dos ativos da companhia ocorreu em 10 de julho.
Em 24 de maio de 2019, a ANAC suspendeu as operações e todos os voos da Avianca, até que a empresa comprovasse que possuia condições de manter suas atividades.
No dia 6 de julho de 2020 a Avianca Brasil entrou com pedido de falência na Justiça.
No dia 14 de julho de 2020, a justiça decretou falência da Avianca Brasil.

## Acordosinterline
O acordo Interline permite utilizar voos operados por outras companhias parceiras.
- Adria Airways (Star Alliance)
- Aeroméxico (SkyTeam)
- Aegean Airlines (Star Alliance)
- Air Canada (Star Alliance)
- Air China (Star Alliance)
- Air Europa (SkyTeam)
- Air India (Star Alliance)
- Air New Zealand (Star Alliance)
- Alitalia (SkyTeam)
- All Nippon Airways (Star Alliance)
- Asiana Airlines (Star Alliance)
- Austrian Airlines (Star Alliance)
- Avianca (Star Alliance)
- Brussels Airlines (Star Alliance)
- Copa Airlines (Star Alliance)
- Croatia Airlines (Star Alliance)
- EgyptAir (Star Alliance)
- El Al Israel Airlines

## Frota
Em 28 de abril de 2019 a frota da Avianca Brasil contava com as seguintes aeronaves listadas abaixo:

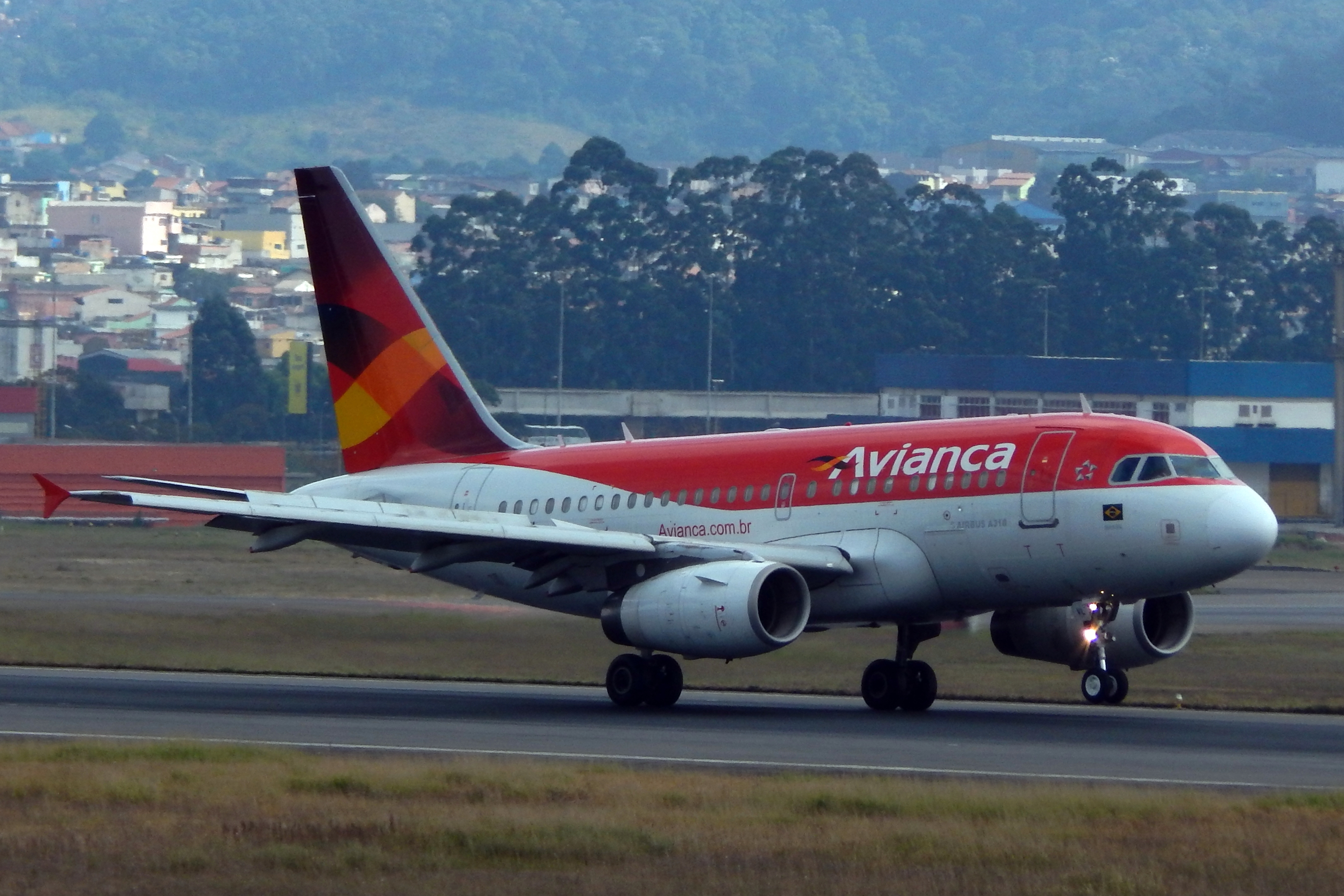
Airbus A318 da Avianca Brasil

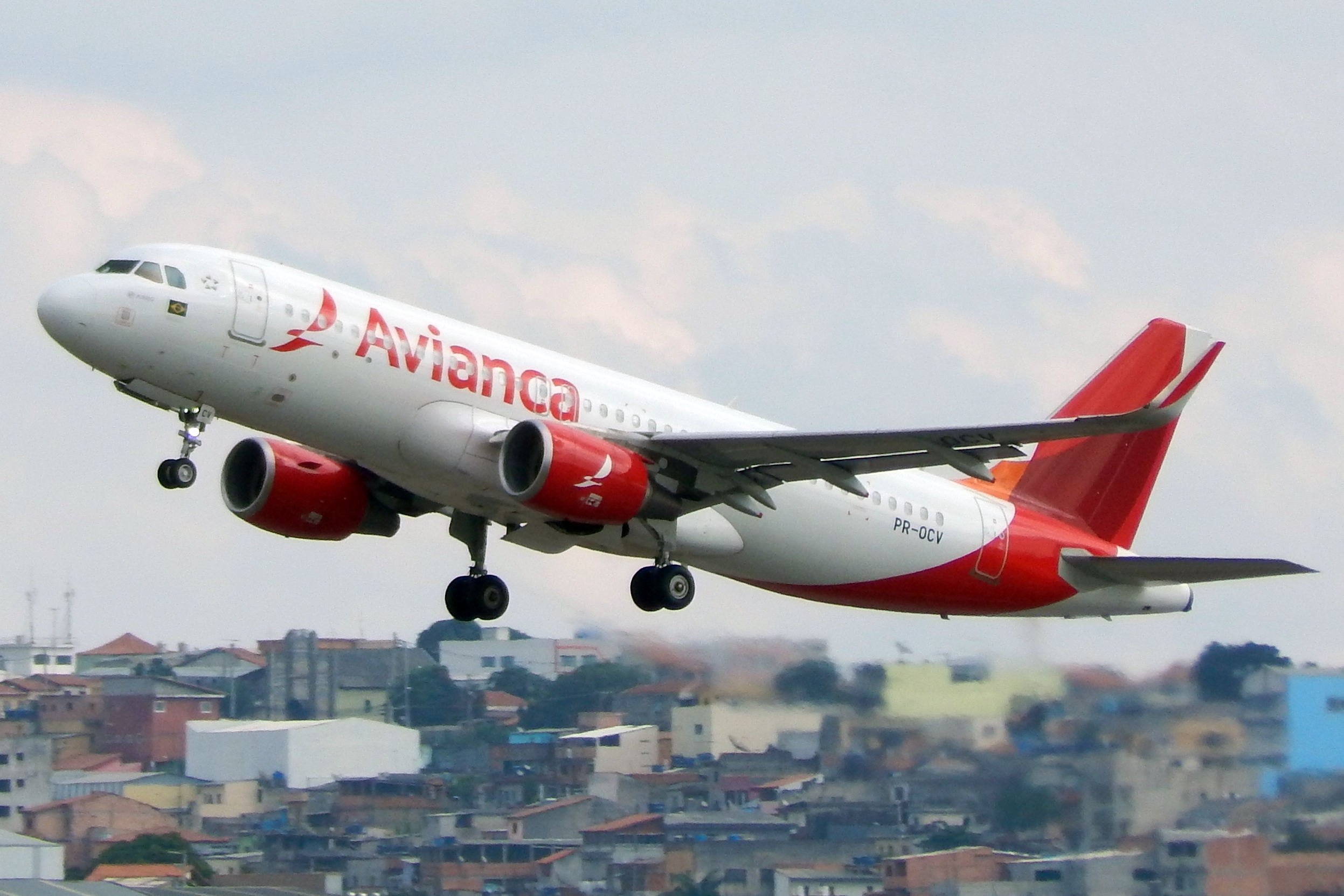
Airbus A320 da Avianca Brasil

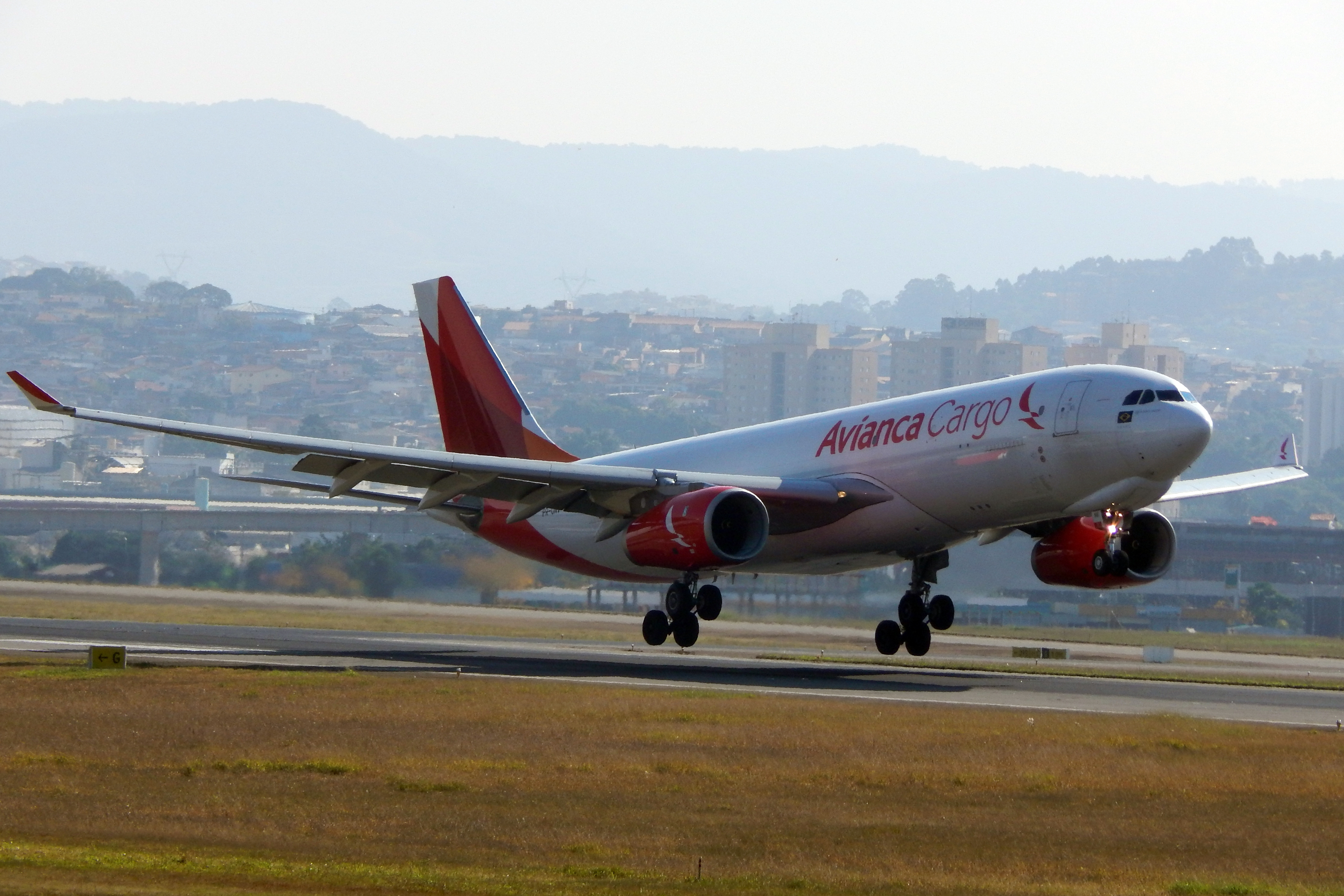
Airbus A330F da Avianca Brasil Cargo

| Aeronaves          | Quantidade | Passageiros | Passageiros | Passageiros | Notas                                            |
| Aeronaves          | Quantidade | Business    | Econômica   | Total       | Notas                                            |
| ------------------ | ---------- | ----------- | ----------- | ----------- | ------------------------------------------------ |
| Airbus A318        | —          | —           | 120         | 120         | (AVJ, AVL, ONC e ONI. PR-ONR parado em Brasília) |
| Airbus A319        | —          | —           | 132         | 132         | AVD                                              |
| Airbus A320        | —          | —           | 162         | 162         |                                                  |
| Airbus A320neo     | —          | —           | 165         | 165         |                                                  |
| Airbus A330-200    | —          | 32          | 206         | 238         |                                                  |
| Airbus A350        | —          |             |             |             |                                                  |
| Total de aeronaves |            |             |             |             |                                                  |

| Aeronave           | Total | Pedidos | Capacidade | Notas |
| ------------------ | ----- | ------- | ---------- | ----- |
| Airbus A330F       | —     | —       | —          |       |
| Total de aeronaves | —     | —       |            |       |

### Frota aposentada
| Aeronave                 | Total | Anos de operação | Notas                                                        |
| ------------------------ | ----- | ---------------- | ------------------------------------------------------------ |
| Embraer EMB-120 Brasília | 07    | 2002–2008        | Ex-Rio Sul                                                   |
| Fokker 50                | 03    | 2003–2008        |                                                              |
| Boeing 737-300           | 03    | 2007–2008        | Ex-BRA                                                       |
| Boeing 757-200           | 01    | 2007–2008        | Equipado com winglets.                                       |
| Boeing 767-300ER         | 03    | 2007–2008        | 2 Ex-BRA                                                     |
| Fokker 100               | 015   | 2005–2015        | PR-OAF desmontado em Brasília e PR-OAS devolvido para Fokker |